# Hymenoscyphus kermesinus
Hymenoscyphus kermesinus är en svampart som tillhör divisionen sporsäcksvampar, och som först beskrevs av Fr., och fick sitt nu gällande namn av Wolf-Rüdiger Arendholz. Hymenoscyphus kermesinus ingår i släktet Hymenoscyphus, och familjen Helotiaceae. Arten är reproducerande i Sverige.